# Paul Gehringer
Paul Gehringer (* 29. Oktober 2000) ist ein deutscher Volleyball- und Beachvolleyballspieler.

## Karriere Halle
Paul Gehringer begann mit dem Volleyball bei seinem Heimatverein TSV Röttingen und wechselte 2015 zum Bundesstützpunkt Bayern VC Olympia Kempfenhausen. Zur Saison 2018/19 spielte er für die 2. Mannschaft von Hypo Tirol Alpenvolleys in der 2. Bundesliga Süd und eine Spielzeit später für den Drittligisten ASV Dachau. Anschließend spielte er bis 2024 für den Bundesligisten TSV Unterhaching. Im DVV-Pokal 2021/22 verpassten die Mühldorfer gegen Blue Volleys Gotha knapp den Einzug in das Achtelfinale. In der Saison 2022/23 schied Gehringer mit Haching München im DVV-Pokal-Achtelfinale aus und schied als Achter der Bundesliga-Hauptrunde im Playoff-Viertelfinale aus. 2023/24 gab es erneut das Achtelfinal-Aus im DVV-Pokal und Haching wurde Elfter in der Bundesliga. Seit der Saison 2024/25 spielt er unter Cheftrainer Alejandro Kolevich und Co-Trainer Sebastian Dollinger für den TSV Mühldorf.